# Santo Stefano condotto al martirio e lapidazione di santo Stefano

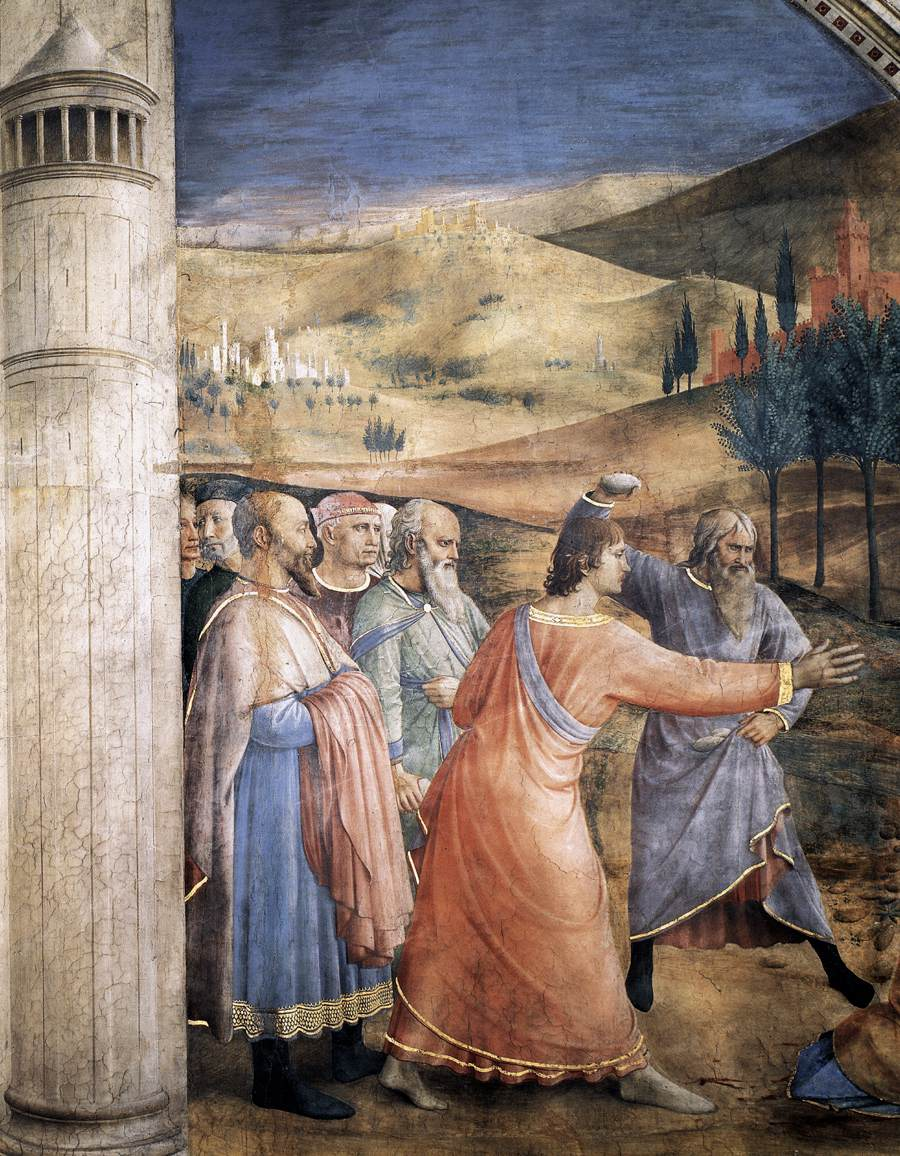
Dettaglio

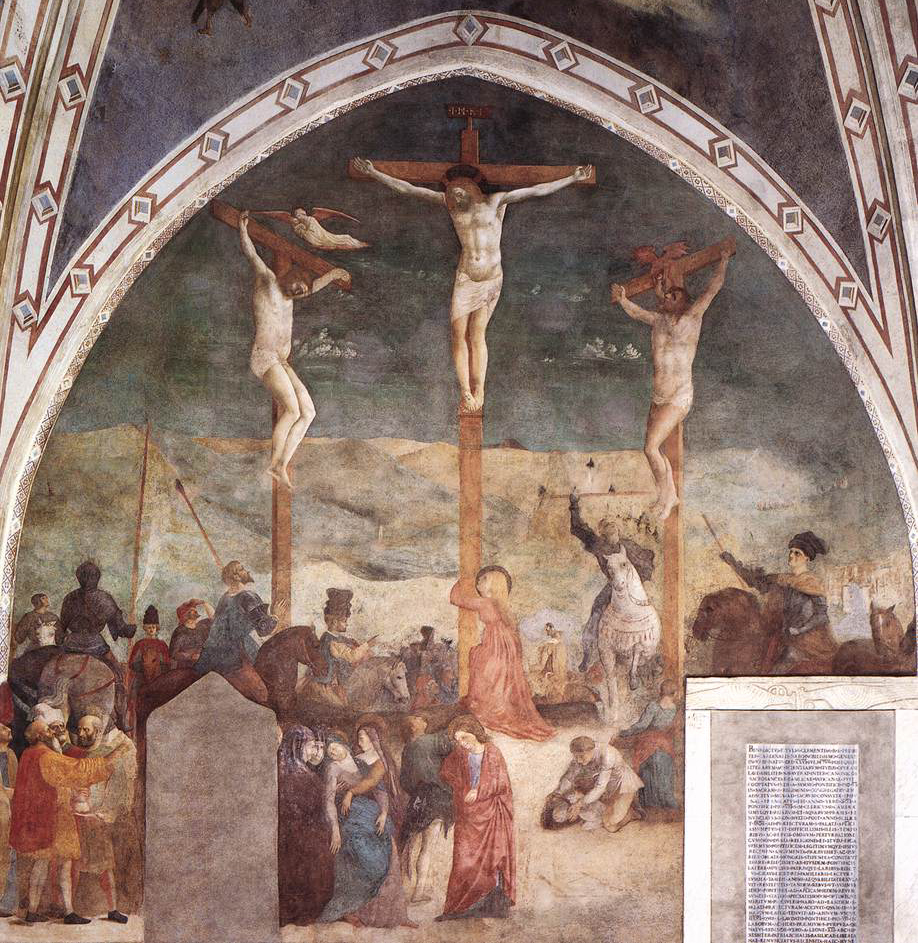
Crocefissione di Masolino, con lo sfondo analogo alla Lapidazione

Santo Stefano condotto al martirio e lapidazione di santo Stefano è un affresco (322x412 cm) della Cappella Niccolina, decorata nel palazzo Apostolico in Vaticano da Beato Angelico e aiuti (tra cui Benozzo Gozzoli) tra il 1447 e il 1448 circa. L'affresco occupa la lunetta della parete destra e ritrae il quinto e sesto (nonché ultimo) episodio delle Storie di santo Stefano.  

## Storia
Beato Angelico lavorò alla Cappella Niccolina durante il suo soggiorno romano tra il 1445 e il 1450. I primi documenti che attestano gli affreschi sono datati tra il 9 maggio e il 1º giugno 1447, durante il pontificato di Niccolò V, ma è possibile che fossero già stati avviati nei due anni precedenti, sotto Eugenio IV. 
Gli affreschi di quella che era la cappella privata del papa dovevano essere terminati, dopo una pausa nell'estate 1447 quando il pittore si recò a Orvieto, entro la fine del 1448. Il 1º gennaio 1449 l'Angelico riceveva infatti la commissione per un nuovo lavoro. 

## Descrizione
La lunette del registro superiore sono divise in due episodi tramite l'espediente di un muro di separazione verticale al centro, ma l'ambientazione generale è la medesima. In questa doppia scena ad esempio una singola striscia di paesaggio, condotto molto in profondità, fa da medesimo sfondo e le mura della città di Gerusalemme sembrano realmente attraversate dai personaggi: non a caso le condanne a morte si svolgevano sempre fuori dai recinti cittadini. I due episodi si svolgono esclusivamente in primo piano. Il paesaggio ricorda quello di altre opere dell'Angelico, come la Deposizione, che è però meno panoramico e più intimo, oppure la scena della Visitazione nella predella dell'Annunciazione di Cortona. 
La prima scena di Santo Stefano condotto al martirio si svolge all'interno delle mura, con alcune figure minacciose che con prepotenza spingono e tirano il santo fuori dalla città. Un uomo sulla sinistra, con passo veemente, tiene già in mano una pietra per la lapidazione.
Il lato destro mostra invece la Lapidazione di santo Stefano, ambientata appena fuori dalle mura, col santo inginocchiato di spalle, rivolto all'estremità destra, che subisce impassibile il martirio durante la preghiera. I carnefici hanno vesti simili a quelle dei personaggi nel lato sinistro, ma non sono i medesimi. In primo piano al centro si trova un giovane riccamente abbigliato, che probabilmente rappresenta Paolo di Tarso prima della conversione, che secondo gli Atti degli Apostoli assistette alla scena. L'uso degli alberi per indicare la linea prospettica sulla destra è in qualche modo debitrice dello sfondo del Tributo di Masaccio, ripreso anche da Donatello nella Sagrestia Vecchia (tondo di San Giovanni Evangelista a Patmos). La visione della città "cosmica" sulla collina a destra richiama l'affresco con la Crocefissione di Masolino in San Clemente.

## Stile
Gli affreschi della Cappella Niccolina sono profondamente diversi da quelli del convento di San Marco a Firenze (1440-1445 circa), per via della ricchezza di dettagli, di citazioni colte, di motivi più vari, ispirati a principi di ricchezza, complessità compositiva e varietà. Come è stato acutamente fatto notare da studiosi come Pope-Hennessy, le differenze non sono però da imputare a uno sviluppo dello stile dell'autore, quanto piuttosto alla diversa destinazione della decorazione: in San Marco gli affreschi dovevano accompagnare ed aiutare la meditazione dei monaci, mentre in Vaticano essi dovevano celebrare la potenza e la vastità degli orizzonti intellettuali del papato nell'impresa di rinnovare i fasti dell'antica Roma dopo il disastroso abbandono della città durante la cattività avignonese. Lo stile della cappella Niccolina sembra dopotutto preannunciarsi nelle vivaci narrazioni della predella della Pala di San Marco (1440-1443 circa) o in altre opere anteriori, magari predelle o opere minori, dove l'artista aveva potuto dare un più libero sfogo al proprio estro creativo. 